# Franciszek Idziakowski
Franciszek Idziakowski (działał w latach 1872–1896) – aktor i przedsiębiorca teatralny, organizator ruchu teatralnego.

## Kariera aktorska
Występował w zespołach teatrów prowincjonalnych: Anastazego Trapszy (1872, sez. 1874/1875), Pawła Ratajewicza (1873/1874), Józefa Teksla (1874), Juliana Grabińskiego (1876, 1885–1888), Józefa Rybackiego (1877–1878), Karola Hoffmana (1884), Kazimierza i Stanisława Sarnowskich (1889), a także w warszawskich teatrach ogródkowych: „Eldorado” i „Alhambra”. Przez krótkie okresy (1874–1875 i 1882) występował w teatrze krakowskim. W latach 1892–1893 odbył tournée w Rosji, z zespołem Łucjana Kościeleckiego. Wystąpił m.in. w rolach: Klapkiewicza (Przed ślubem), Tamerlana (Czuła struna), Vigneux (Nasi najserdeczniejsi), Papkina (Zemsta), Pszeniczkiewicza (Okrężne), Roberta (Robert i Bertrand czyli Dwaj złodzieje), Wicka (Wicek i Wacek), Jowisza (Orfeusz w piekle), Capriola (Księżniczka Trebizondy), Kalchiasa (Piękna Helena), Menelausa (również Piękna Helena) oraz Midasa (Piękna Galatea).

## Zarządzanie zespołami teatralnymi
W 1877 r.  prowadził zespół działowy wspólnie z Władysławem Wernerem i Łucjanem Kościeleckim. W tym samym roku wspólnie z Władysławem Wernerem prowadził warszawski teatr ogródkowy „Pod Lipką”. Od 1878 r. prowadził samodzielnie zespół, występujący m.in. w Busku, Miechowie, Solcu, Częstochowie i Radomiu. Okresowo zawierał współpracę z innymi przedsiębiorcami teatralnymi np. Władysławem Wernerem i Teofilem Siennickim.

## Życie prywatne
Jego pierwszą żoną Stanisława ze Święckich, a drugą Irena Sznebelin. Obie były śpiewaczkami i aktorkami teatralnymi. Po zakończeniu kariery teatralnej prawdopodobnie wyjechał do Rosji i został nauczycielem tańca.